# Llaneilian
Llaneilian är en community i Storbritannien.   Den ligger  ön Anglesey i kommunen Isle of Anglesey och riksdelen Wales, i den sydvästra delen av landet, 300 km nordväst om huvudstaden London. 